# Categorias de base
As categorias de base, também conhecidas como desportos de base, são a prática de esportes entre crianças e adolescentes dentro de uma agremiação esportiva com o intuito de formar esses jogadores para que no futuro venham a disputar competições profissionais, além de terem a possibilidade de ser campeões nas copinhas, algo muito importante desde a base. As categorias de base de um time também podem ser conhecidas como centros de excelência e academias de esporte.

## Categorias
As categorias de base são divididas em categorias de acordo com a idade do jovem que está praticando o esporte. As categorias são classificadas pela idade máxima permitida pela categoria.

## Academias de esportes
Hoje em dia, a maioria dos principais clubes desportivos das diversas modalidades tem categorias de base. No futebol, algumas equipes têm times reservas, também conhecidos como times B. Essas equipes têm o objetivo de desenvolver jogadores que acabaram de sair da base e não possuem experiência profissional suficiente para entrar no time principal. Esses times reservas geralmente não podem enfrentar a equipe principal em competições oficiais. Nos Estados Unidos, os times reservas geralmente se situam em ligas diferentes e por essa razão não podem se enfrentar nas próprias ligas. Porém, como a Lamar Hunt US Open Cup possui times de diversas ligas, desde 2016 não pode ter a participação de equipes reservas.
Existem também as equipes profissionais e semiprofissionais que têm como objetivo apenas revelar jogadores, como é o caso do Olé Brasil e do Desportivo Brasil.

## Campeonatos de base
Muitas competições possuem sua competição própria voltada às categorias de base, como é o caso do Campeonato Brasileiro de Futebol Sub-20 e da Premier Academy League. Outra competição de futebol de base em destaque no Brasil é a Copa São Paulo de Futebol Júnior.

## Esporte universitário de base
A prática de esportes dentro das universidades é uma forma de revelar novos talentos dentro do ambiente estudantil. A principal competição realizada para estudantes universitários é a Universíada. No Brasil, o esporte universitário é gerido pela Confederação Brasileira do Desporto Universitário, que é filiada e membro fundador da Federação Internacional do Esporte Universitário (FISU). Nos Estados Unidos, o esporte universitário é gerido pela National Collegiate Athletic Association.
Nos Estados Unidos, os alunos universitários podem ser escolhidos para integrar os times das principais ligas esportivas do país, como a Major League Soccer e a National Basketball Association através do Draft.
Também é comum que equipes universitárias disputem competições profissionais. Em 2017, ao disputar o Campeonato Brasiliense da Segunda Divisão de 2017, o Clube Desportivo Futebol Universidade de Brasília se tornou a primeira equipe do Brasil a disputar uma competição profissional de futebol com atletas e comissão técnica formados apenas por estudantes de uma universidade pública. O clube foi o primeiro clube do país a participar de uma competição de futebol profissional com o grupo de atletas e comissão técnica formados por estudantes de uma universidade pública.